# Mar de Dirac
Se conoce como el mar de Dirac  o el océano de Dirac a una construcción teórica que consideraba al vacío como un «mar infinito» de partículas con energía negativa. Fue desarrollado por el físico británico Paul Dirac en 1930 para tratar de explicar los estados cuánticos anómalos con energía negativa predichos por la ecuación de Dirac para electrones relativistas. Antes de su descubrimiento experimental en 1932, el positrón, la antipartícula correspondiente al electrón, fue concebida originalmente como un hueco en el mar de Dirac.

## Introducción
Al analizar la naturaleza de las partículas subatómicas, Dirac comprendió lo que gracias a él sabemos hoy: que hay una infinidad de estados cuánticos en los que dichas partículas pueden estar. Sin embargo, el efecto las fluctuaciones electromagnéticas del vacío, harían que cualquier electrón pudiera pasar a un estado de energía más baja emitiendo fotones. Esto sugería que sin algún elemento adicional, la existencia de estados de energía negativa cualquier estado de energía positiva sería inestable.
La propuesta de Dirac, es que debía existir algo que impidiera el decaimiento de los estados de energía positiva hacia los de energía negativa. La idea que tuvo Dirac es que podrían existir una infinidad de partículas ocupando todos esos posibles estados cuánticos de energía negativa, y ese conjunto de partículas sería el «mar de Dirac», del que también se deduce la antimateria ya que es posible, mediante aceleradores de partículas u otros medios, convertir a una partícula en otra y así «sacarla» del mar de Dirac, lo cual resultaría en un estado cuántico que nada ocuparía, y que Dirac comprendió que no podía ser, así que dedujo que cuando una partícula se convertía en otra debía haber también alguna, en alguna parte, que «bajara» y ocupara dicho espacio, solo que lo haría con la energía opuesta a la otra que había «salido», esta es la antimateria.

## Influencia cultural
Hay una referencia al concepto en el anime Neon Genesis Evangelion. La Dra. Ritsuko Akagi denomina "Mar de Dirac" al ataque que usó el ángel Leliel para atrapar al EVA-01 y llevarlo a otra dimensión en el capítulo 16.
Hay otra referencia al concepto en el videojuego Honkai Impact 3rd. El mar de Dirac se interpreta como un espacio entre universos paralelos donde saltar de uno a otro, imaginando que los universos son vasos rebosantes colocados en una mesa cuadricular y donde el "agua" que cae de ellos hacia el espacio entre ellos es el mar de Dirac. Además, debido a esto es el nombre de una de las modalidades de lucha PvP "abismo infinito", junto a la "singularidad cuántica"
Otra referencia la encontramos también en el capítulo 68 de la serie de anime Sargento Keroro. Aquí el Alférez Kururu, bajo mandato del Sargento, aprovecha una reforma en la casa de los Hinata para aplicar dicho concepto. Creando espacios dimensionales teóricamente infinitos e inexistentes dentro de la casa. Para de esta manera dar la impresión de que las estancias son mucho más grandes y disponen de más espacio del que realmente ocupa la vivienda por fuera en nuestro universo real de 4 dimensiones.